# Jos Daems
Joseph Eustache Henri Alexandre (Jos) Daems (Rillaar, 29 augustus 1926 – Costa Rica, 27 augustus 1983) was een Belgisch wijnhandelaar, leraar en liberaal politicus voor de PVV.

## Levensloop
Daems was beroepshalve leraar en behoorde tot de Aarschotse loge De Wijngaerdenranck. Hij was een van de eersten in Vlaanderen die in 1972 met professionele wijnbouw begon. Hij deed dit in zijn geboortedorp in het Hageland en richtte hiervoor de wijnhandel 'BVBA Jos Daems & Zonen' op.
Hij stapte in de politiek te Rillaar, alwaar hij in 1964 gemeenteraadslid en in 1965 schepen werd. Na de fusie van 1976 met Aarschot werd hij in deze fusiestad burgemeester. Hij volgde in deze hoedanigheid Jos Pelgrims op. Hij vervulde dit mandaat tot aan zijn dood. Waarna hij als burgemeester opgevolgd werd door Free Coekaerts. Daarnaast werd hij in 1968 voor de PVV lid van de Senaat als provinciaal senator voor de provincie Brabant. Hij vervulde dit mandaat tot in 1974. Vervolgens werd hij verkozen als senator voor het kiesarrondissement Leuven, een functie die hij uitoefende tot 1983. In de periode december 1971-oktober 1980 zetelde hij als gevolg van het toen bestaande dubbelmandaat ook in de Cultuurraad voor de Nederlandse Cultuurgemeenschap. Tevens maakte hij deel uit van de in de regeringen Leburton I en II. Van januari 1973 was hij als staatssecretaris bevoegd voor Posterijen, Telegrafie en Telefonie. In oktober 1973 werd de bevoegdheid Buitenlandse Handel daaraan toegevoegd. Hij vervulde dit mandaat tot april 1974.
Hij was gehuwd en de vader van Rik Daems. Hij verongelukte tijdens het zwemmen in Costa Rica, alwaar hij op bezoek was bij zijn zoon.